# 阿尔法·奥马尔·科纳雷
阿尔法·奥马尔·科纳雷（法語：Alpha Oumar Konaré；1946年2月2日—），马里人类学和历史学教授、政治家，曾两任马里总统，前非洲联盟委员会主席。
2021年9月，阿尔法·奥马尔·科纳雷在摩洛哥拉巴特的谢赫·扎伊德医院紧急住院。
| 前任： 穆萨·特拉奥雷 | 马里总统 1992年—2002年           | 繼任： 阿马杜·图马尼·图雷 |
| 前任： 阿马拉·埃西   | 非洲联盟委员会主席 2003年—2008年 | 繼任： 讓·平              |